# Simvastatine
La simvastatine est une statine, c’est-à-dire un inhibiteur puissant de l'enzyme hydroxyméthylglutaryl CoA réductase — ou HMG-CoA réductase — (enzyme impliquée dans la biosynthèse du cholestérol).
La simvastatine abaisse la concentration des triglycérides et augmente la dégradation du LDL-cholestérol.
La simvastatine pourrait réduire la progression de la plaque d'athérome et donc la mortalité par accident cardiovasculaire.
Comme certains inhibiteurs de L'HMG-CoA réductase sont tératogènes chez l'animal, la simvastatine est contre-indiquée pour la femme enceinte.
Dénominations commerciales : ZOCOR, DENAN, SIMVAX, SORTIS, LODALES, etc.

## Effets secondaires
Comme les autres statines, la simvastatine est responsable de myopathies, parfois limitées à une simple élévation du taux d'enzymes musculaires dans un prélèvement sanguin fait à titre systématique, parfois responsable de douleurs musculaires et de faiblesse pouvant être invalidantes. En règle, la myopathie rétrocède à l'arrêt de la statine. Sa fréquence semble être dose-dépendante. La myopathie peut être auto-immune. Le risque est majoré chez les porteurs de mutations sur le gène SLCO1B1 (en), situé sur le chromosome 12.
Il existe de nombreuses interactions médicamenteuses, essentiellement par le biais de son métabolisme par le CYP3A4.

## Contre-indications
La simvastatine n’est pas recommandé aux enfants et aux adolescents, aux femmes enceintes ou qui allaitent.
Il est également déconseillé de prendre ce traitement en cas d’affection hépatique et de galactosémie congénitale.

## Divers
La simvastatine fait partie de la liste des médicaments essentiels de l'Organisation mondiale de la santé (liste mise à jour en avril 2013).
Dans la cirhose du foie, elle diminue la mortalité d'environ 55%. L'utilisation de statines chez les patients atteints de thromboembolie veineuse s'est également avérée associée à un risque plus faible de mortalité toutes causes confondues d'environ 35%.